# Бар у средњем вијеку
По Константину Порфирогениту, Авари су „уништили“ Романе (илиро-романске староједиоце; „Грке“ и „Римљане“ из народне традиције) који су живјели у равницама, тако да су потражили спас у утврђеним приморским градовима (Улцињу, Будви, посебно у Котору). Претпоставља се да је овако насељено становништво из основа подигло и град Бар. Говорило се латинским језиком, а већ крајем XIV и почетком XV вијека, барско становништво је пословењено, али се још везивало за своје романско поријекло. Сеоско становништво око града је било претежно словенско. У граду (са ближом околином) 1501. године живјело је 5700 становника, а у млетачком извјештају из 1553. године у граду и подграђу живи 1624 становника (400 способних за оружје). У вјерском погледу, становништво је у средњем вијеку било католичко и православно, а доласком Османлија слиједи и исламизација дјела становништва.

### Друштвено уређење средњовјековног Бара
Бар је у средњем вијеку имао другоразредно мјесто у трговини, заостајући за Котором, а посебно Дубровником. Становништво се углавном бавило трговином и обрадом земље. Од занатлија, били су познати барски градитељи, каменоресци. Бакарни градски новац био је фолар (са представом св. Ђорђа, заштитника) и обично је 30 бакрењака вредјело један сребрњак (динар). За Балшића се кује и сребрни динар. Подаци из 1247. године нам говоре да се на челу свих грађана (лат. seniores et populus) налазио кнез (лат. comes) а постављао га је носилац суверенитета над градом. Средином XIV вијека јасно се разликују сталежи: пучани и патрицији (54 породице, са око 400 чланова, на почетку XV вијека). У XIV вијеку је настало Велико вијеће (лат. Maius et generale consilium) а оснивањем Малог вијећа, 1372. још је више учвршћена власт аристократије. За вријеме Балшића, градом управљају војводе и кефалије (дјелећи власт и посједе са самоуправним градским органима). За ваде Млетака, највећи градски функционер је потестас (подест).

### Епископски град
У VIII вијеку, град Бар је имао своју епископију, потчињену Драчкој архиепископији. Помиње га и Константин Порфирогенит у свом „Спису о народима“ (лат. De administrando imperio). У раном средњем вијеку је под влашћу Византије, у оквиру Драчке теме, све до 989. године. Након Самуиловог освајања Драча и предјела до ријеке Бојане – Бар и Улцињ су припојени византијској Горњој Далмацији (лат. Dalmatia Superior).

### Барска битка, власт Дукље и Барска надбискупија
Након Барске битке, 7. октобра 1042. године и побједе дукљанског кнеза Стефана Војислава над византијском војском (датум узет за Дан војске садашње државе Црне Горе) Бар улази у састав српске државе Дукље. Претпоставља се да су кнез Војислав и краљ Михајло Војислављевић управљали градом, а поуздано се из историјских извора зна да је њим управљао краљ Бодин. За вријеме овог краља, као романски град са одређеном самоуправом у држави Дукљи, Бар 1089. године постаје сједиште митрополије (Барска надбискупија). Од краја XI вијека, у домаћим латинским исправама Романи се називају Латинима. Таквим их именом назива и писац Барског родослова, а њихов језик „lingua latina“. Паралелно са употребом словенског језика, живјеће и латински језик, кроз цио средњи вијек. Из тог разлога, поједини романски топоними су могли бити формирани и послије доласка Словена.
Бар је од шездесетих година XII вијека, поново у рукама Ромеја (Византинаца).

### Удаљени Пристан
Утврђени град Бар се налазио даље од обале Јадранског мора, на падинама планине Румије. За поморски саобраћај је користио пристаниште на морској обали, око пет километара удаљено, под брдом Волујица. Око пристаништа се у средњем вијеку развио трг (насеље) именом Пристан (име овог насеља ће у Књажевини Црној Гори бити званично укинуто 1908. године и замијењено именом: Нови Бар).

### Владавина Немањића
Словенско име Бар се помиње од XII вијека. Виљем Тирски (XII вијек) истиче море Словена око градова (наводи између осталих и Бар) али да се градски становници разликују од њих по обичајима и језику („qui ab alliis et moribus et lingua dissimiles latina habent idioma“). Године 1183. од Византије град осваја велики жупан Рашке, Стефан Немања. Са осталим приморским територијама и градовима дат је на управу краљу Далмације и Дукље, Вукану Немањићу (најстаријем сину Стефана Немање) који је на тај начин наставио традицију дукљанског краљевства, сада у оквиру државе Србије (ово краљевство у краљевству, опстаће све до краља Стефана Уроша Првог Немањића који уводи централистичку власт). Династија Немањића ће владати Баром око 180 година, до пропасти српског Царства. У средњовјековној Србији, попут осталих градова у Приморју, уживаће одређену аутономију. Приморски градови су имали и своје статуте, а Статут града Бара се помиње 1330. године (текст није сачуван). Дозвољено му је ковање градског бакарног новца, званог фолар (као: Котору, Будви, Улцињу и Свачу). Вицко Змајевић, надбискуп барски и Примас Србије је записао да је жена краља Србије Јелена Анжујска обновила Бар око 1262. године.

### У држави Зети и под Млечанима
Овај град-тврђава, са подграђем (тргом) је у касном средњем вијеку често мијењао господаре. Након Немањића, Бар се од шездесетих година XIV вијека налази у држави Зети, под влашћу династије Балшића. У њему ће они ковати и свој новац (поред ковница у Призрену и Скадру). Балша III Балшић је у вријеме смрти свог оца, Ђурђа Другог Страцимировића Балшића, малољетан владар, у почетку под великим утицајем своје способне мајке Јелене. Био је унук српског кнеза Лазара Хребељановића, коме је поред ујака Стефана Лазаревића, подршку у борби са Млечанима пружао и велики босански војвода Сандаљ Хранић Косача, каснији Балшин очух. Балша Трећи је за свој пријестони град, послије Улциња узео Бар (у коме је његов отац ковао новац). Међутим, 1405. године, Бар прилази Млетачкој републици. Разлог томе: у то вријеме град је још увијек претежно латински (грађани илиро-романског поријекла и латинског језика), окружен словенским жупама, обељежен посебношћу и локалним интересима, под одлучним утицајем свог патрицијата, који због османске опасности и обећања боље заштите и услова живота - прихвата понуду јаке Републике. Грађани Бара и околине, који су признавали Млечане, редовно су малтретирани, током Првог скадарског рата, а њихова имања ван градских зидина дуго су пустошена и паљена од стране одреда господара Зете, од 1405. до 1412. године (када Бар поново пада у руке Балше Трећег). У рукама овог (последњег) владара из династије Балшића, град је био до његове смрти на двору Стефана Лазаревића, у Београду, 1421. године. Непосредно прије смрти, тешко болесни Балша је свом ујаку Стефану Лазаревићу завјештао државу Зету и сам град Бар.

### У Српској деспотовини
Одмах по смрти господара Зете, Млечани на кратко заузимају град, 1421. године, али га током Другог скадарског рата од њих (крајем исте године) преотима Српски деспот Стефан Лазаревић. За намјесника града поставља Ђурђа Бранковића (будућег деспота Србије). Послије смрти првог деспота, Стефана, након турске окупације великог дјела Српске деспотовине долази до изгнанства уцијењеног Ђурђа Бранковића, у још неокупирану Зету. Деспот ће 1440. године, послије пута у Венецију, шест мјесеци боравити у свом добро утврђеном Бару, а затим кратко у Старом граду (Будва) и преко Дубровника прећи у Угарску, гдје му је било много сигурније. Стање у окупираном дјелу Српске деспотовине ће покушати да искористи други турски вазал, босански велики војвода Стефан Вукчић Косача – покушајем освајања преосталог дјела Деспотовине, у Горњој и Доњој Зети.

### Под великим војводом Стефаном и Млечанима
За кратко Бар ће, два пута пасти у руке великог босанског војводе Стефана Вукчића Косаче, најприје у септембру 1441. а потом од марта 1442. до јуна 1443. године, приликом његовог упада (уз подршку Стефана (Стефанице) Црнојевића) у Горњу и Доњу Зету, које су се области налазиле у Српској деспотовини Ђурђа Бранковића. У јуну, 1443. године, војвода Стефан ће град предати Млечанима, под чију ће власт остати до 1571. године, када га освајају Османлије.

### Борбе Ђурђа Бранковића под Баром
Након што је априла 1444. године обновио добре односе са Турцима, који му на управу враћају Српску деспотовину, Ђурађ Бранковић обнавља своју власт у Горњој Зети (Црнојевића) а уз посредовање Османлија мири се са великим војводом Стефаном Вукчићем Косачом. Ипак, све до 1448. године није ништа предузимао за обнову своје власти у Бару и Доњој Зети. Те године Ђурђеве војводе, Алтоман и Стефан Црнојевић преко Црмнице продиру у Доњу Зету и нападају на млетачки Бар. Војвода Стефан (Стефаница) Црнојевић држао је положај у брдима изнад Бара. У борбама под градом учествује војвода Алтоман, као и већина Паштровића на страни српског деспота Ђурђа. Војни заповједник Бара је био млетачки војвода са Хвара, Данило Ђурић, а побједи Млечана је умногоме допринијела плаћена ратничка дружина катуна оближњих Мркојевића (Мрковића).

### У рукама Османлија
Бар је остао у рукама Млетачке републике до освајања од стране Османлија, 1571. године. По споразуму Османлија и Млечана о предаји града, утврђене су за Бар одређене привилегије, које је потврдио султан Мурат III, 1575. године (унесено у дефтер из 1583. године). Између осталог, гарантована је неповредивост постојећих покретних и непокретних добара (оних који одлуче остати у граду). Под Турцима, град је добио управника – кадију (цивилна управа и правосуђе) војног управника – капетана и заповједника тврђаве и војне посаде диздара.